# NGC 5975
NGC 5975 (другие обозначения — UGC 9963, MCG 4-37-19, ZWG 136.46, IRAS15377+2137, PGC 55739) — галактика в созвездии Змея.
Этот объект входит в число перечисленных в оригинальной редакции «Нового общего каталога».